# (135268) Haigneré
Pour les articles homonymes, voir Haigneré.
(135268) Haigneré est un astéroïde de la ceinture principale.

## Description
(135268) Haigneré est un astéroïde de la ceinture principale. Il fut découvert par Jean-Claude Merlin le 20 septembre 2001 au Creusot. Il présente une orbite caractérisée par un demi-grand axe de 3,0819 UA, une excentricité de 0,2982 et une inclinaison de 1,5845° par rapport à l'écliptique.
Il fut nommé en hommage aux astronautes français, membres de l'agence spatiale européenne (ESA), Claudie et Jean-Pierre Haigneré.

## Compléments